# Carl Walerius Svensson
Carl Walerius Svensson, född 29 januari 1867 i Lackalänga, Malmöhus län, död 5 november 1927 i Malmö, var en svensk snickare, fotograf och målare.
Svensson som var utbildad snickare vistades under några år i Amerika där han arbetade med inredningen av järnvägsvagnar. Efter återkomsten till Sverige etablerade han sig som fotograf i Malmö och där han vid sidan av sitt arbete målade stadsbilder från Malmötrakten. Hans målning från Snapperupsgatan i Malmö återutgavs i Erik Liljeroths Ett bilderverk om Malmö  1954.